# Janusz Nowakowski (samorządowiec)
Janusz Nowakowski (ur. 2 września 1948 w Ełku, zm. 19 marca 2024) – polski urzędnik państwowy i samorządowiec, w latach 1988–1990 i 2002–2006 prezydent Ełku, w latach 1999–2002 starosta ełcki.

## Życiorys
Syn Mariana i Wandy. Z wykształcenia magister administracji. W 1973 wstąpił do Polskiej Zjednoczonej Partii Robotniczej. Został absolwentem Wieczorowego Uniwersytetu Marksizmu-Leninizmu. Był członkiem gminnej komisji rewizyjnej komitetu gminnego PZPR w Ełku (1977–1979) oraz jej przewodniczącym (1975). W ramach PZPR był także członkiem komitetu gminnego (1980–1988) oraz członkiem egzekutywy komitetu gminnego (1980–1981, 1983–1988). Pełnił m.in. funkcję sekretarza urzędu gminy wiejskiej Ełk i jej naczelnika. W 1988 objął stanowisko naczelnika miasta Ełk, przekształcone następnie w funkcję prezydenta. Urząd ten sprawował do 1990.
W wyborach w 1994 uzyskał mandat radnego Ełku z ramienia Ełckiej Wspólnoty Samorządowej, cztery lata później z powodzeniem ubiegał się o reelekcję jako kandydat SLD.
W latach 1999–2002 pełnił funkcję starosty ełckiego. W wyborach w 2002 został wybrany na prezydenta miasta z ramienia SLD-UP, uzyskując w II turze 50,45% głosów. Jako kandydat bezpartyjny ubiegał się bezskutecznie o reelekcję w wyborach w 2006, uzyskując w I turze 4,95% głosów.
Od 2007 przez dziesięć lat pełnił funkcję wiceprezesa spółki „Pro-Medica” w Ełku.